# Asha Philip
Asha Solette Philip (Londra, 25 ottobre 1990) è una velocista britannica, campionessa europea indoor dei 60 metri piani a Belgrado 2017.

## Biografia
Asha Philip è nata a Londra da padre originario dell'isola di Antigua e madre giamaicana.
Il 5 marzo 2017, ai campionati europei indoor di Belgrado, si aggiudica la medaglia d'oro e il record europeo stagionale, nonché record nazionale, dei 60 metri piani con il tempo di 7"06, precedendo l'ucraina Olesja Povch e la polacca Ewa Swoboda (entrambe a 7"10).
Nella staffetta 4×100 metri vanta due bronzi olimpici (Rio de Janeiro 2016 e Tokyo 2020), due argenti (Londra 2017 e Doha 2019) e un bronzo (Budapest 2023) mondiali e due ori europei (Zurigo 2014 e Berlino 2018).

## Progressione

### 100 metri piani
| Stagione | Tempo | Luogo      | Data      | Rank. Mond. |
| -------- | ----- | ---------- | --------- | ----------- |
| 2016     | 11"16 | Londra     | 23-7-2016 | –           |
| 2015     | 11"10 | Hengelo    | 24-5-2015 | –           |
| 2014     | 11"18 | Glasgow    | 28-7-2014 | –           |
| 2013     | 11"20 | Birmingham | 13-7-2013 | –           |
| 2007     | 11"37 | Bedford    | 23-6-2007 | –           |
| 2006     | 11"45 | Pechino    | 15-8-2006 | –           |
| 2005     | 11"83 | Birmingham | 9-7-2005  | –           |

### 200 metri piani
| Stagione | Tempo | Luogo  | Data      | Rank. Mond. |
| -------- | ----- | ------ | --------- | ----------- |
| 2013     | 23"45 | Londra | 14-7-2013 | –           |

## Palmarès
| Anno                                  | Manifestazione          | Sede           | Evento        | Risultato  | Prestazione | Note                                                      |
| ------------------------------------- | ----------------------- | -------------- | ------------- | ---------- | ----------- | --------------------------------------------------------- |
| In rappresentanza della Gran Bretagna |                         |                |               |            |             |                                                           |
| 2007                                  | Mondiali U18            | Ostrava        | 100 m piani   | Oro        | 11"46       |                                                           |
| 2011                                  | Europei U23             | Ostrava        | 4×100 m       | Bronzo     | 44"34       |                                                           |
| 2012                                  | Mondiali indoor         | Istanbul       | 60 m piani    | Semifinale | 7"24        |                                                           |
| 2013                                  | Europei indoor          | Göteborg       | 60 m piani    | 5ª         | 7"15        | =                                                         |
| 2013                                  | Mondiali                | Mosca          | 100 m piani   | Semifinale | 11"35       |                                                           |
| 2014                                  | Mondiali indoor         | Sopot          | 60 m piani    | 4ª         | 7"11        |                                                           |
| 2014                                  | World Relays            | Nassau         | 4×100 m       | 5ª         | 42"75       | Miglior prestazione personale stagionale                  |
| 2014                                  | World Relays            | Nassau         | 4×200 m       | Argento    | 1'29"61     | Record nazionale                                          |
| 2014                                  | Europei                 | Zurigo         | 100 m piani   | Semifinale | 11"24       |                                                           |
| 2014                                  | Europei                 | Zurigo         | 4×100 m       | Oro        | 42"24       | Record nazionale                                          |
| 2015                                  | World Relays            | Nassau         | 4×100 m       | Bronzo     | 42"84       | Miglior prestazione personale stagionale                  |
| 2015                                  | Mondiali                | Pechino        | 100 m piani   | Semifinale | 11"21       |                                                           |
| 2015                                  | Mondiali                | Pechino        | 4×100 m       | 4ª         | 42"10       | Record nazionale                                          |
| 2016                                  | Mondiali indoor         | Portland       | 60 m piani    | 5ª         | 7"14        |                                                           |
| 2016                                  | Europei                 | Amsterdam      | 100 m piani   | 4ª         | 11"27       |                                                           |
| 2016                                  | Europei                 | Amsterdam      | 4×100 m       | Argento    | 43"45       |                                                           |
| 2016                                  | Giochi olimpici         | Rio de Janeiro | 100 m piani   | Semifinale | 11"33       |                                                           |
| 2016                                  | Giochi olimpici         | Rio de Janeiro | 4×100 m       | Bronzo     | 41"77       | Record nazionale                                          |
| 2017                                  | Europei indoor          | Belgrado       | 60 m piani    | Oro        | 7"06        | Miglior prestazione europea stagionale · Record nazionale |
| 2017                                  | Mondiali                | Londra         | 100 m piani   | Semifinale | 11"19       |                                                           |
| 2017                                  | Mondiali                | Londra         | 4×100 m       | Argento    | 42"12       |                                                           |
| 2018                                  | Mondiali indoor         | Birmingham     | 60 m piani    | Semifinale | 7"13        |                                                           |
| 2018                                  | Europei                 | Berlino        | 4×100 m       | Oro        | 41"88       | Miglior prestazione mondiale stagionale                   |
| 2019                                  | Europei indoor          | Glasgow        | 60 m piani    | Bronzo     | 7"15        |                                                           |
| 2019                                  | Mondiali                | Doha           | 100 m piani   | Batteria   | 11"35       |                                                           |
| 2019                                  | Mondiali                | Doha           | 4×100 m       | Argento    | 41"85       | Miglior prestazione personale stagionale                  |
| 2021                                  | Giochi olimpici         | Tokyo          | 100 m piani   | Semifinale | 11"30       |                                                           |
| 2021                                  | Giochi olimpici         | Tokyo          | 4×100 m       | Bronzo     | 41"88       |                                                           |
| 2022                                  | Mondiali                | Eugene         | 4×100 m       | 6ª         | 42"75       |                                                           |
| 2022                                  | Europei                 | Monaco         | 4x100 m       | Finale     | dnf         |                                                           |
| 2023                                  | Europei indoor          | Istanbul       | 60 m piani    | Semifinale | 7"35        |                                                           |
| 2023                                  | Mondiali                | Budapest       | 4×100 m       | Bronzo     | 41"98       |                                                           |
| 2024                                  | World Relays            | Nassau         | 4x100 m       | Bronzo     | 42"88       |                                                           |
| 2024                                  | Europei                 | Roma           | 4x100 m       | Oro        | 41"91       |                                                           |
| 2025                                  | World Relays            | Guangzhou      | 4x100 m       | Oro        | 42"21       |                                                           |
| 2025                                  | World Relays            | Guangzhou      | 4x100 m mista | Bronzo     | 40"88       |                                                           |
| In rappresentanza dell' Inghilterra   |                         |                |               |            |             |                                                           |
| 2014                                  | Giochi del Commonwealth | Glasgow        | 100 m piani   | 4ª         | 11"18       | Miglior prestazione personale                             |
| 2014                                  | Giochi del Commonwealth | Glasgow        | 4×100 m       | Bronzo     | 43"10       |                                                           |
| 2018                                  | Giochi del Commonwealth | Gold Coast     | 100 m piani   | 4ª         | 11"28       |                                                           |
| 2018                                  | Giochi del Commonwealth | Gold Coast     | 4×100 m       | Oro        | 42"46       | Record nazionale                                          |
| 2022                                  | Giochi del Commonwealth | Birmingham     | 100 m piani   | Semifinale | 11"35       |                                                           |
| 2022                                  | Giochi del Commonwealth | Birmingham     | 4×100 m       | Argento    | 42"41       |                                                           |